# Villers-lès-Guise
Villers-lès-Guise és un municipi francès situat al departament de l'Aisne i a la regió dels Alts de França. L'any 2007 tenia 174 habitants.

## Demografia

### Població
El 2007 la població de fet de Villers-lès-Guise era de 174 persones. Hi havia 70 famílies de les quals 8 eren unipersonals (8 dones vivint soles i 8 dones vivint soles), 37 parelles sense fills i 25 parelles amb fills.
La població ha evolucionat segons el següent gràfic:
Habitants censats

### Habitatges
El 2007 hi havia 81 habitatges, 70 eren l'habitatge principal de la família, 5 eren segones residències i 7 estaven desocupats. Tots els 81 habitatges eren cases. Dels 70 habitatges principals, 58 estaven ocupats pels seus propietaris, 5 estaven llogats i ocupats pels llogaters i 6 estaven cedits a títol gratuït; 1 tenia una cambra, 7 en tenien tres, 18 en tenien quatre i 43 en tenien cinc o més. 51 habitatges disposaven pel capbaix d'una plaça de pàrquing. A 24 habitatges hi havia un automòbil i a 38 n'hi havia dos o més.

### Piràmide de població
La piràmide de població per edats i sexe el 2009 era:
| Homes | Edats   | Dones |
| ----- | ------- | ----- |
| 0     | 95 o +  | 0     |
| 0     | 90 a 94 | 0     |
| 0     | 85 a 89 | 0     |
| 0     | 80 a 84 | 0     |
| 8     | 75 a 79 | 4     |
| 0     | 70 a 74 | 4     |
| 0     | 65 a 69 | 0     |
| 8     | 60 a 64 | 4     |
| 0     | 55 a 59 | 4     |
| 12    | 50 a 54 | 8     |
| 8     | 45 a 49 | 4     |
| 12    | 40 a 44 | 8     |
| 12    | 35 a 39 | 12    |
| 0     | 30 a 34 | 0     |
| 0     | 25 a 29 | 4     |
| 4     | 20 a 24 | 4     |
| 12    | 15 a 19 | 4     |
| 4     | 10 a 14 | 16    |
| 4     | 5 a 9   | 4     |
| 0     | 0 a 4   | 0     |

## Economia
El 2007 la població en edat de treballar era de 118 persones, 82 eren actives i 36 eren inactives. De les 82 persones actives 77 estaven ocupades (41 homes i 36 dones) i 5 estaven aturades (3 homes i 2 dones). De les 36 persones inactives 15 estaven jubilades, 12 estaven estudiant i 9 estaven classificades com a «altres inactius».

### Ingressos
El 2009 a Villers-lès-Guise hi havia 67 unitats fiscals que integraven 183 persones, la mediana anual d'ingressos fiscals per persona era de 16.910 €.

### Activitats econòmiques
Dels 5 establiments que hi havia el 2007, 1 era d'una empresa de construcció, 3 d'empreses de comerç i reparació d'automòbils i 1 d'una empresa de serveis.
L'únic servei als particulars que hi havia el 2009 era una fusteria.
L'únic establiment comercial que hi havia el 2009 era una fleca.
L'any 2000 a Villers-lès-Guise hi havia 11 explotacions agrícoles.

## Poblacions més properes
El següent diagrama mostra les poblacions més properes.